# Мартиндејл (Тексас)
Мартиндејл (енгл. Martindale) град је у америчкој савезној држави Тексас. По попису становништва из 2010. у њему је живело 1.116 становника.

## Демографија
Према попису становништва из 2010. у граду је живело 1.116 становника, што је 163 (17,1%) становника више него 2000. године.
| Група             | 2000.       | 2010.       |
| Белци             | 320 (33,6%) | 440 (39,4%) |
| Афроамериканци    | 29 (3,0%)   | 23 (2,1%)   |
| Азијати           | 0 (0,0%)    | 11 (1,0%)   |
| Хиспаноамериканци | 586 (61,5%) | 630 (56,5%) |
| Укупно            | 953         | 1.116       |